# Arkanoid Controller

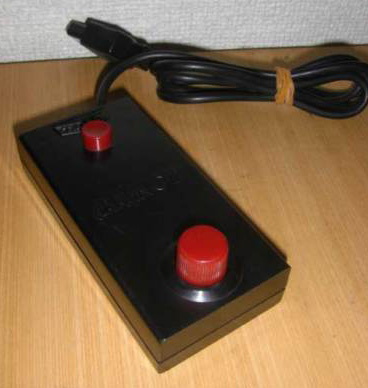
Famicom Versión

El Control Arkanoid, o Vaus, es un control de juegos opcional para Nintendo Entertainment System (NES) y el MSX para el juego Arkanoid, que mejora la sensación del juego.

## Resumen
El nombre Vaus se deriva del nombre de la nave que se controla en la parte inferior de la pantalla, es decir, la paleta, que escapó de la nave nodriza, llamada Arkanoid.
El control Vaus está construido con el mismo plástico gris que el control de NES estándar y tiene aproximadamente el mismo tamaño y forma. Tiene un botón negro en la parte superior, un rotulador negro debajo, un puerto de ajuste, así como un logotipo de Taito en relieve y un logotipo Arkanoid en relieve en el frente. A diferencia de su homólogo de arcade, el mando del NES Vaus no giraba libremente; en cambio, tenía un radio de giro limitado. El punto en el que la perilla se detiene coincide con el Vaus en pantalla (paleta) que golpea las paredes izquierda o derecha.
El jugador usa la perilla para mover la paleta hacia la izquierda y la derecha a velocidad variable, como en una arcade. Se puede usar un control NES estándar para Arkanoid, usando las direcciones izquierda y derecha en el D-pad, aunque la velocidad es constante. El Vaus, sin embargo, contiene un potenciómetro y cuanto más rápido se gira la perilla, más rápido se mueve la paleta a izquierda y derecha. Hay un botón en el controlador para que el jugador pueda lanzar la bola, disparar láser y acceder al menú de opciones.
El Vaus se puso a la venta empaquetado con Arkanoid en 1986, pero ni el juego ni el controlador estaban disponibles individualmente para su compra. Es uno de los pocos juegos de NES que llegaron en una caja no estándar debido a un accesorio (Stack-Up y Where in Time es Carmen San Diego son otros).
Un control similar fue empaquetado con las versiones Famicom de Arkanoid y Arkanoid: Revenge of Doh, aunque el color varió de la versión estadounidense. La Famicom Vaus para Arkanoid era de plástico negro con botones rojos, al igual que el mismo para el MSX. El control Vaus de Arkanoid 2 era azul con botones verdes y también tenía un port de control en la parte superior. Este puerto fue diseñado para aceptar otro Vaus, permitiendo el modo multijugador para 2 jugadores. La versión MSX2 del controlador Arkanoid 2 era roja con botones negros, pero por lo demás idéntica y compatible con el controlador Arkanoid 1.
La distribución en los Estados Unidos, lanzada solo para la SNES en 1997, no tenía un control dedicado.

El paquete para la versión de NES decía: "SPECIAL VAUS CONTROLLER INSIDE" (CONTROLADOR VAUS ESPECIAL EN EL INTERIOR).
Otro juego, Chase H.Q. para la Nintendo Famicom, tiene una opción que admite específicamente el controlador Arkanoid.